# Schatzkammer des Wissens
| Tibetische Bezeichnung                                          |
| --------------------------------------------------------------- |
| Tibetische Schrift: ཤེས་བྱ་མཛོད                                    |
| Wylie-Transliteration: shes bya mdzod; shes bya kun khyab mdzod |
| Andere Schreibweisen: Sheja Dzö                                 |
| Chinesische Bezeichnung                                         |
| Vereinfacht: 知识总汇                                           |
| Pinyin:Zhishi zonghui                                           |

Die Schatzkammer des Wissens (tib.: shes bya mdzod bzw. shes bya kun khyab mdzod; engl. The Treasury of Knowledge) ist ein tibetisch-buddhistisches Werk von  Kongtrül Yönten Gyatsho (kong sprul yon tan rgya mtsho; 1813–1899), mit anderem Namen Jamgön Kongtrül Lodrö Thaye ('jam mgon kong sprul blo gros mtha' yas), einem bedeutenden tibetischen Rotmützenmönch. Der Autor präsentiert darin eine enzyklopädische Darstellung der wichtigsten Gedankengänge und Praktiken, die den tibetischen Buddhismus ausmachen.

## Kurzeinführung
Die Summe des literarischen Schaffens des Mitbegründers der Rime-Bewegung des tibetischen Buddhismus liegt in seinen Fünf Schatzkammern (mdzod lnga) vor, deren einer Teil diese Schatzkammer des Wissens ist. Die Arbeiten daran wurden 1864 abgeschlossen.
Die Schatzkammer des Wissens ist eine systematische Einführung in den tibetischen Buddhismus, mit ausführlichen Antworten auf einige schwierige Fragen. Das Werk ist in zehn Bücher (Abschnitte) unterteilt, die grob umrissen lauten: (1) die Welten; (2) der Buddha; (3) Dharma; (4) Verbreitung des Dharma; (5) Ethik; (6) Studium; (7) Weisheit; (8) Meditation; (9) der Weg; und (10) Früchte. Das sechste Buch beispielsweise befasst sich mit einer Präsentation der gemeinsamen Wissensgebiete und weltlichen Pfade sowie den Lehren des Hinayana, Mahayana und Vajrayana, das achte Buch behandelt die Meditation, insbesondere die Praxis des Vajrayana.
In der tibetischen religiösen Literatur ragt das monumentale Werk als eine einzigartige Meisterleistung heraus, das die gesamte Bandbreite der buddhistischen Lehren, wie sie in Tibet bewahrt wurden, verkörpert.

## Gliederung
Die in dem Verlag Snow Lion über mehrere Jahre erschienene bzw. im Erscheinen begriffene mehrbändige englische Übersetzung ist in folgende Buch- bzw. Abschnittsüberschriften untergliedert:
- Book One: Myriad Worlds (Snow Lion, 2003)

- Book Two: The Advent of the Buddha (Snow Lion, 2010)

Part One: The Teacher’s Path to Awakening
Part Two: The Buddha’s Enlightenment
Part Three: The Buddha’s Twelve Deeds
Part Four: Enlightenment’s Bodies and Realms
- Book Three: The Buddha’s Doctrine—The Sacred Teachings (Snow Lion, 2010)

Part One: What Are the Sacred Teachings?
Part Two: Cycles of Scriptural Transmission
Part Three: Compilations of the Buddha’s Word
Part Four: Origins of the Original Translations’ Ancient Tradition (Nyingma)
- Book Four: Buddhism’s Spread Throughout the World (Snow Lion, 2010)

Part One: Buddhism’s Spread in India
Part Two: How Buddhist Monastic Discipline and Philosophy Came to Tibet
Part Three: Tibet’s Eight Vehicles of Tantric Meditation Practice
Part Four: The Origins of Buddhist Culture
- Book Five: Buddhist Ethics (Snow Lion, 2003)

- Book Six: The Topics for Study

Part One: A Presentation of the Common Fields of Knowledge and Worldly Paths (Snow Lion, 2012)
Part Two: The General Topics of Knowledge in the Hinayana and Mahayana (Snow Lion, 2012)
Part Three: Frameworks of Buddhist Philosophy (Snow Lion, 2007)
Part Four: Systems of Buddhist Tantra (Snow Lion, 2005)
- Book Seven: The Training in Higher Wisdom (Snow Lion, 2012)

Part One: Gaining Certainty about the Keys to Understanding
Part Two: Gaining Certainty about the Provisional and Definitive Meanings in the Three Turnings of the Wheel of Dharma, the Two Truths and Dependent Arising
Part Three: Gaining Certainty about the View
Part Four: Gaining Certainty about the Four Thoughts that Turn the Mind
- Book Eight: The Training in Higher Meditative Absorption (Samadhi) (Snow Lion, 2012)

Part One, Two: Shamatha and Vipashyana; The Stages of Meditation in the Cause-Based Approaches (Snow Lion, 2012)
Part Three: The Elements of Tantric Practice (Snow Lion, 2008)
Part Four: Esoteric Instructions, A Detailed Presentation of the Process of Meditation in Vajrayana (Snow Lion, 2008)
- Book Nine: An Analysis of the Paths and levels to Be Traversed (Snow Lion, 2010)

Part One: The Paths and Levels in the Cause-Based Dialectical Approach
Part Two: The Levels and Paths in the Vajrayana
Part Three: The Process of Enlightenment
Part Four: The Levels in the Three Yogas
- Book Ten: An Analysis of the Consummate Fruition State (Snow Lion, 2010)

Part One: The Fruition in the Dialectical Approach
Part Two: The More Common Attainment in the Vajrayana
Part Three: The Fruition in the Vajrayana
Part Four: The Fruition State in the Nyingma School